# Église Saint-Pierre-au-Château
L’église Saint-Pierre-au-Château était un édifice religieux sis à proximité du château des comtes de Namur, dans l’enceinte de la citadelle de Namur, en Belgique. Édifiée au XIIe siècle, elle fut détruite lors de siège de Namur en 1746. Il ne reste que quelques traces archéologiques de ses fondations.

## Éléments d’histoire
Un texte de 1184 mentionne l’existence d’un chapitre de chanoines créé, et surtout financièrement fondé, par le comte de Namur. Les chanoines assurent l’office divin dans une église dite ‘collégiale’ (de par la présence d’un groupe de chanoines) située dans l’enceinte de la citadelle de Namur, près du château des comtes de Namur. 
Le clocher abrite un carillon, et particulièrement la ‘bancloque’ de la ville de Namur, c’est-à-dire la cloche officielle qui rythme les événements de la ville et sonne l’alerte en cas de danger. 
Le diocèse de Namur est créé en 1559. Trois ans plus tard, en 1562, les privilèges, revenus et même certains trésors et ornements liturgiques précieux de l’église (collégiale) Saint-Pierre sont transférés à la collégiale Saint-Aubain, dans le centre de la ville, devenue église 'cathédrale’ du nouveau diocèse. Les revenus servent à fonder financièrement le nouveau diocèse de Namur.

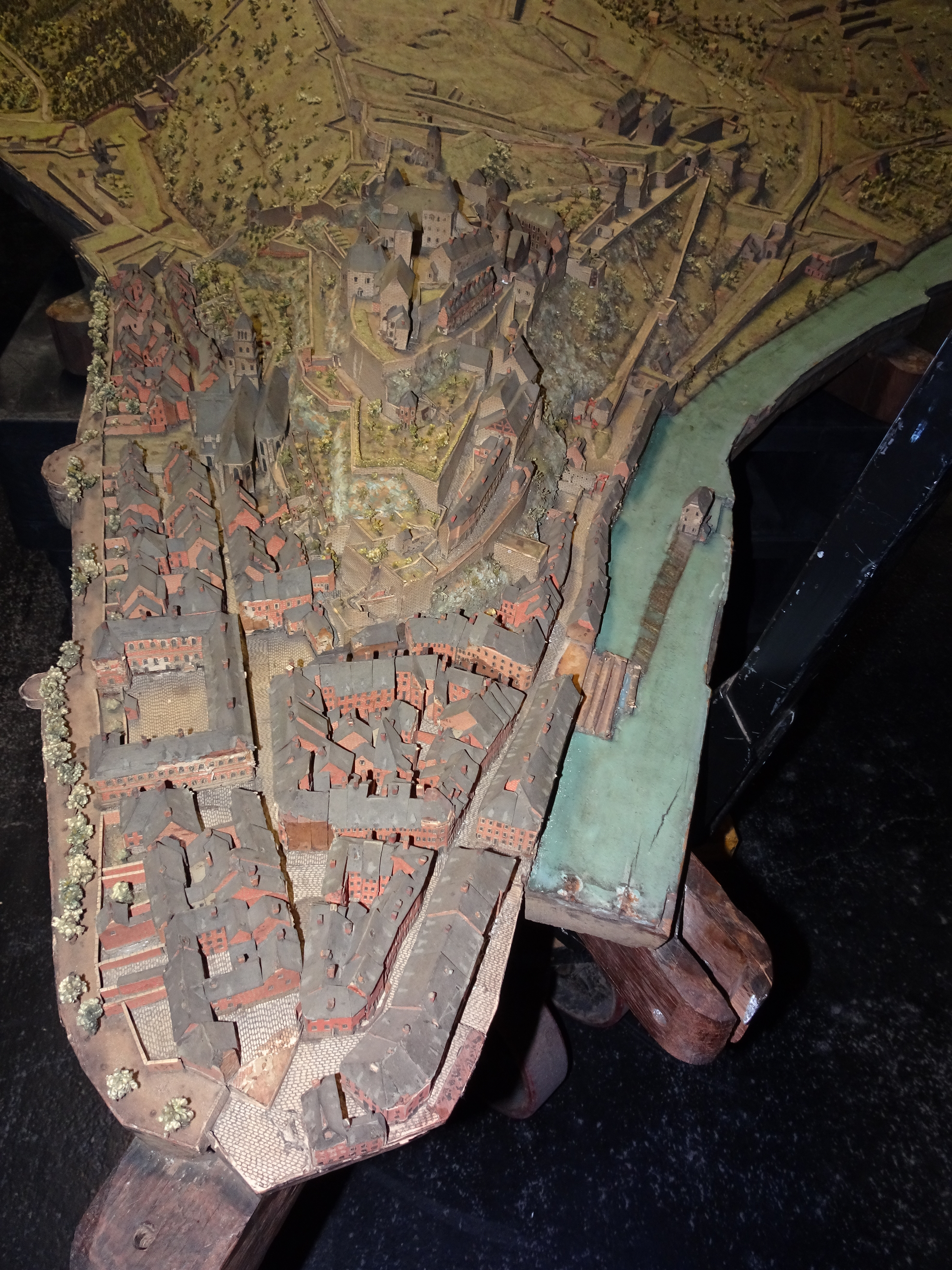
Détail du plan-relief de 1747-1750. L'église Saint-Pierre apparaît juste en dessous du château des comtes

L’église Saint-Pierre reste église paroissiale pour les habitants et la garnison et de la citadelle. Elle est détruite en 1746, lors du siège de Namur par les troupes françaises lors de la guerre dite 'de succession d’Autriche’. Il ne reste rien du bâtiment, sinon quelques vestiges de ses fondations. Le musée diocésain de Namur a recueilli plusieurs objets religieux provenant de l’église. Elle est cependant représentée sur le plan-relief que l’ingénieur Jean-Baptiste Larcher Daubancourt réalise après la prise de contrôle de la ville et donc l'incendie.
En 1755, après d'âpres discussions entre les autorités centrales, le magistrat et les responsables de la garnison hollandaise qui occupait le château, il est décidé de détruire l'église en ruine et d'en reconstruire une nouvelle, qui servirait également de magasin de vivres ou d'hôpital militaire en cas de siège. Les pierres de l'ancienne église sont réutilisées.

## Description
Les dessins de Jean de Beyer, esquissés en 1741, montrent une église Saint-Pierre ayant trois travées prolongées d’un chœur et devancées d’un clocher carré, court et trapu au sommet duquel domine une large horloge (côté Sambre) sans doute visible de tous les quartiers de la ville de Namur.